# Relais 4 × 100 mètres
 (septembre 2018).
Si vous disposez d'ouvrages ou d'articles de référence ou si vous connaissez des sites web de qualité traitant du thème abordé ici, merci de compléter l'article en donnant les références utiles à sa vérifiabilité et en les liant à la section « Notes et références ».
Le relais 4 × 100 mètres est une épreuve d'athlétisme, courue lors de différentes compétitions internationales ou nationales et qui figure au programme des Jeux olympiques.

## Définition
Cette épreuve consiste en trois relais successifs par quatre athlètes qui doivent chacun parcourir 100 mètres (environ) et se transmettre un témoin (sous forme de bâton cylindrique). Le coureur qui va recevoir le témoin prend son élan à l'intérieur de la zone de transmission. La transmission du témoin doit se faire dans une zone de transmission de 30 mètres. Si le passage du témoin est réalisé avant ou après cette zone, c'est une faute éliminatoire du relais.

## Marquage
- Une marque de référence (blanche) est placée 20 m à l'intérieur de la zone de transmission (soit après 100, 200 et 300 m, la seconde servant de ligne de départ pour le 200 m).
- Les zones de transmission sont délimitées par des traits jaunes en forme de 1 tournés vers l'intérieur de la zone. Les débuts de zone se situent après 80, 180 et 280 m. Les fins de zone se situent donc à 110, 210 et 310 m.

## Histoire

### Hommes

#### Temps manuels

##### Des débuts au premier record du monde officiel
Si, sur le continent européen, le système métrique a été celui presque uniquement utilisé (4 × 100 m, soit un tour de piste de 400 m), là où le système impérial est toujours employé (Royaume-Uni, États-Unis et Australie principalement) le relais était plutôt couru sur la distance de 4 × 110 yards, soit un total de 402,34 m, et ce, jusqu'à la fin des années 1960.
Paradoxalement, le premier temps reconnu comme certain, sans être cependant un record du monde officiel, date de 1897, peu après la création le 8 mai de la Fédération tchèque d'athlétisme (ČAAU). Le 26 juin de cette année, lors du Ve meeting du Sparta de Prague, l'équipe organisatrice (AC Sparta Praha) l'emporte sur le MAC Budapest, en 48 secondes 1/5. Contrairement au relais 4 × 400 m, dont les origines sont nettement américaines, car il est issu du 4 × 440 yards, le relais 4 × 100 m est lui d'origine européenne. Les Scandinaves, notamment, imposent cette nouvelle spécialité, dans l'espoir d'y jouer un rôle important.
Avant la Première Guerre mondiale, ce temps fondateur du relais sera progressivement amélioré par diverses équipes allemandes ou suédoises (comme l'AIK Stockholm), jusqu'aux demi-finales des Jeux de Stockholm (1912) où cette épreuve fait son apparition olympique :
- lors de la 1re demi-finale, l'équipe de Grande-Bretagne, composée de David Jacobs, Henry Macintosh, Victor d'Arcy et William Applegarth, atteint pour la première fois les 43 secondes 0 dixième (43 s), derrière les Américains arrivés en 42 secondes 5, disqualifiés pour passage du témoin hors-zone ;
- lors de la 2e demi-finale, l'équipe de Suède (Ivan Möller, Charles Luther, Ture Person et Knut Lindberg) porte ce record à 42 s 5, devant la Hongrie en 42 s 9.

Ces deux performances ne sont pas reconnues par l'IAAF comme les premiers records du monde, malgré leur caractère officiel. Le premier record du monde du relais court officiellement reconnu est celui de l'équipe d'Allemagne, qui le même 8 juillet 1912, lors de la 3e semi-finale court en 42 secondes 3 dixièmes. L'équipe était composée d'Otto Röhr, de Max Herrmann, d'Erwin Kern et de Richard Rau. Lors de la finale, la Grande-Bretagne, bien qu'ayant à nouveau terminé deuxième, derrière les favoris et nouveaux recordmen du monde, remporte néanmoins la médaille d'or, pour une faute de passage du témoin allemand. La Suède se classe seconde en 42 s 6. La médaille de bronze n'est pas attribuée, car les Américains, encore malhabiles dans la transmission du témoin, sont également déclassés.
Après ce premier essai, de même que le relais 4 × 400 m, le relais 4 × 100 m s'impose comme épreuve olympique classique et va rester dans le programme, d'abord masculin, puis étendu aux féminines. Les deux relais subissent peu de transformations au cours du temps. Cependant, à partir de 1926, le relayeur doit rester dans la zone de transmission du témoin, longue de 20 m. Ce n'est qu'en 1963 que le règlement est assoupli : une zone d'élan de 10 m, avant cette zone, lui permet de mieux prendre son élan.

##### Vers les 40 secondes
Aux Jeux olympiques suivants, à Anvers en 1920, sur une piste de 389,80 m, les Américains atteignent la finale et remportent la médaille d'or avec leur premier record du monde, porté à 42 secondes un cinquième (42 1/5), devant la France, la Suède et la Grande-Bretagne : Charlie Paddock, Jackson Scholz, Loren Murchison et Morris Kirksey deviennent champions olympiques.
Au stade de Colombes en 1924, sur une piste de 500 m, dans une compétition rendue célèbre par le film Les Chariots de feu, c'est la Grande-Bretagne qui l'emporte, avec un nouveau record du monde porté en séries à 42 secondes exactement : Harold Abrahams, Walter Rangeley, Lancelot Royle et Wilfred Nichol. Ce record est égalé par les Pays-Bas dans la troisième série, puis à nouveau battu dans la sixième série par les Américains, en 41 s 1/5, et à 41 s précises en demi-finale le lendemain (mais ce temps ne fut pas homologué, les États-Unis ayant de nouveau battu ces temps le jour suivant). Le record du monde américain sera lui de 41 s (électrique) devant la Grande-Bretagne (41 s 2) et les Pays-Bas (41 s 8), le 13 juillet 1924.
Ce record sera dans les faits amélioré, dans le même temps de 41 s précises, mais sur 4 × 110 yards (donc sur une distance légèrement supérieure) par le club de Newark A.C. en 1927. L'année suivante c'est au tour de l'Eintracht Francfort d'égaler ce temps sur 4 × 100 m à Halle, tandis qu'aux Jeux olympiques d'Amsterdan, c'est au tour des Américains de conserver le titre et d'égaler ce temps avec Frank Wykoff, James Quinn, Charles Borah et Henry Russell, devant l'Allemagne (41 s 1/5), la Grande-Bretagne (41 s 4/5) et la France (42 s). Mais c'est l'Allemagne, la même année, en septembre, qui descend la première sous les 41 s, en 40 s 8, dans un match international contre la France (41 s 8).
En 1932, après un record allemand à 40 s 6 à Cassel, c'est encore une fois les Américains qui atteignent la limite symbolique des 40 secondes nettes, lors des Jeux olympiques à Los Angeles. La finale est remportée par un relais composé de Robert Kiesel, Emmett Toppino, Hector Dyer et encore Frank Wykoff, devant l'Allemagne (40 s 9) et l'Italie (41 s 2).

##### Vers les 39 secondes
Pour les Jeux olympiques de Berlin, c'est évidemment à Jesse Owens, en premier relayeur, que l'on doit un premier 40 s en série (devant l'Italie), puis le premier moins de 40 s, en 39 s 8, devant la même Italie (41 s 1) et l'Allemagne (41 s 2), avec un écart de plus de dix mètres sur ses poursuivants. L'équipe est composée en plus de Ralph Metcalfe, de Foy Draper et encore une fois Frank Wykoff. De cette course n'a été publiée que la photo-finish départageant les deuxième et troisième places.
Il faut ensuite attendre les Jeux de Melbourne, en 1956, soit vingt ans plus tard, pour voir ce record du monde amélioré par les Américains (39 s 5, en réalité, un 39 s 60 électrique), devant l'Union soviétique (39 s 8) et l'Allemagne de l'Ouest (40 s 3) comme l'Italie, quatrième. Ce record est égalé par la République fédérale d'Allemagne à Cologne deux ans après.
À Rome, en 1960, la même Allemagne de l'Ouest égale à deux reprises encore ce record du monde, avec une équipe composée de Bernd Cullmann, Armin Hary, Walter Mahlendorf et Martin Lauer, devant l'URSS (40 s 1), la Grande-Bretagne (40 s 2) et l'Italie (même temps). C'est aussi la première fois que l'homme le plus rapide est placé au deuxième relais qui généralement est le plus long des quatre. Lors de cette course, les Américains, arrivés premiers, sont ensuite disqualifiés pour passage du témoin hors zone, tandis que les Britanniques avec la même erreur, ne furent pas sanctionnés par les juges.
Ce record du monde est enfin amélioré à Moscou le 15 juillet 1961 : lors d'un match international américano-soviétique au stade Lénine, la première équipe entièrement noire, composée de Hayes Jones, Francis Budd, Charles Frazier et Paul Drayton, approche les 39 secondes, en 39 s 1, devant des Soviétiques également en dessous de l'ancien record, en 39 s 4.
Mais un des grands moments du relais eut lieu à Tokyo lors des Jeux de 1964, sur une piste une dernière fois en cendrée : une fois encore les Américains l'emportent en 39 secondes (en réalité, le temps pris électroniquement donne un plus exact 39 s 06), devant la Pologne et la France dans le même temps (39 s 36), enregistré à 39 s 3, et la Jamaïque dont le nom apparaît la première fois (39 s 49). L'équipe est composée de Paul Drayton, Gerald Ashworth, Richard Stebbins et Bob Hayes qui avait six mètres de retard au passage de témoin. Le Français Jocelyn Delecour s'approche de Drayton à la fin du relais et lui fait remarquer « tout ce que vous avez, c'est Hayes ». Drayton réplique « that's all we need », c'est tout ce dont on a besoin. En 1988, Hayes a raconté au statisticien Richard Hymans que c'était décidément la course où il avait couru plus vite qu'en aucune autre de sa vie. « I would have run around 9.80 on today's surfaces ».

##### Les relais sur tartan et la fin du chronométrage manuel
Ce temps est battu par l'USC à Provo en 1967 : 38 s 6 sur un 4 × 110 yards. C'est une équipe mixte qui comprend aussi le Jamaïcain Lennox Miller. L'année suivante, aux Jeux de Mexico sur une piste synthétique et en altitude, le même Miller avec son équipe nationale donne pour la première fois le record du monde à la Jamaïque, d'abord en l'égalant à 38 s 6 dans la deuxième série (38 s 65 devant la France, 39 s 03), puis en atteignant 38 s 3 (38 s 39) le même jour en demi-finale devant l'Allemagne de l'Est (38 s 72). L'équipe est composée d'Errol Stewart, Michael Fray, Clifton Forbes et avec comme dernier relayeur Miller. Mais ces records ne tiendront qu'un jour, puisque les Américains Charles Greene, Melvin Pender, Ronnie Ray Smith et Jim Hines portent le record du monde à 38 s 2 (38 s 24), devant Cuba (38 s 40), la France (38 s 43, record d'Europe), la Jamaïque (38 s 47), la RDA (38 s 66), la RFA (38 s 76), l'Italie (39 s 22) et la Pologne (39 s 22).
Ce temps de 38 s 2 ne sera qu'égalé à Munich en 1972 sur une piste également en tartan, mais en réalité ce nouveau temps sera aussi le tout premier record électronique, en 38 s 19 (arrondi à 38 s 2), avec une équipe composée de Larry Black, Robert Taylor, Gerald Tinker et Eddie Hart, devant l'URSS (38 s 50, avec notamment Juris Silovs et Valeriy Borzov) et la RFA (38 s 79).

#### Temps automatiques
Lors du Congrès de la IAAF à Montréal en 1976, il est décidé que désormais les courses effectuées sur des distances impériales, à la seule exception du mille (Mile), ne permettent plus d'obtenir des records du monde. Il a été également décidé qu'à compter du 1er janvier 1977, seuls seront reconnus comme records ceux obtenus avec un temps mesuré électroniquement. Rétroactivement, le premier record du monde avec la nouvelle réglementation devient celui des Jeux de Munich, en 38 s 19, bien que la toute première mesure automatique remonte aux Jeux de Los Angeles en 1932 (41 s 22 par l'Allemagne, temps obtenu lors de la 1re série du relais ; 40 s 61 puis 40 s 10 par les États-Unis, arrondi en 40 s 0).
Lors des Jeux olympiques de 1976, le record de 1972 n'est pas battu, malgré la nouvelle piste de la société Mondo qui améliore nettement l'ancien Tartan. Les États-Unis remportent une nouvelle fois la compétition avec le très bon temps de 38 s 33 (Harvey Glance, John Wesley Jones, Millard Hampton et Steve Riddick), devant la République démocratique allemande (Manfred Kokot, Jörg Pfeifer, Klaus-Dieter Kurrat et Alexander Thieme) (38 s 66) et l'Union soviétique (Aleksandr Aksinin, Nikolay Kolesnikov, Juris Silovs et Valeriy Borzov) (38 s 78).
Ce record électronique est battu, après cinq ans, lors de la Coupe du monde à Düsseldorf, le 3 septembre 1977, dans le Rheinstadion : les Américains William Collins, Steve Riddick, Cliff Wiley et Steve Williams remportent l'épreuve en 38 s 03, devant la RDA 38 s 57 et l'équipe des Amériques en 38 s 66.
Lors des Jeux olympiques de Moscou, en 1980, ce sont les Soviétiques qui l'emportent, profitant du boycott américain notamment : Vladimir Muravyov, Nikolay Sidorov, Andreï Prokofiev (un coureur de 110 m haies) et Aleksandr Aksinin gagnent en 38 s 26, devant la Pologne, Zenon Licznerski, Leszek Dunecki, Marian Woronin et Krzysztof Zwoliński (38 s 33), et la France, Patrick Barré, Pascal Barré, Hermann Panzo et Antoine Richard (38 s 53). L'Italie, forte de Pietro Mennea, ne peut présenter une équipe de relais en raison du boycott des autres athlètes italiens sous statut militaire.

##### Moins de 38 s
Il faudra ensuite attendre les premiers championnats du monde à Helsinki, le 10 août 1983, pour voir un relais descendre enfin en dessous des 38 secondes, grâce à une course remportée par les Américains Emmit King, Willie Gault, Calvin Smith et Carl Lewis : 37 s 86, dans l'ancien Stade olympique de 1952, devant l'Italie de Pietro Mennea (38 s 37, record italien qui tiendra encore 27 ans après) et l'URSS (38 s 41). Mais ce record du monde aura une brève durée : à Los Angeles lors des Jeux suivants, le relais américain, composé par deux nouveaux relayeurs Sam Graddy et Ronald Brown mais avec les médaillés individuels Calvin Smith et Carl Lewis, dans le même ordre qu'à Helsinki, atteignent 37 s 83, cette fois-ci devant la Jamaïque (38 s 62, Al Lawrence, Greg Meghoo, Don Quarrie, Ray Stewart), le Canada (38 s 70), l'Italie (38 s 87) et l'Allemagne de l'Ouest (38 s 99). La France, 8e à Helsinki en 38 s 98, avance à la 6e place en 39 s 10 à Los Angeles.
Lors des championnats du monde à Rome, en 1987, l'équipe américaine gagne, mais de justesse, sur les Soviétiques : en 37 s 90, Lee McRae, Lee McNeill, Harvey Glance et Carl Lewis devancent de 12/100, l'URSS d'Aleksandr Yevgenyev, Viktor Bryzgin, Vladimir Muravyov et Vladimir Krylov qui avec 38 s 02 battent le record d'Europe. L'équipe classée troisième en 38 s 41 est la Jamaïque, avec John Mair, Andrew Smith, Clive Wright et Ray Stewart.
En 1988, les Américains n'ayant pas atteint la finale, la France obtient la médaille de bronze à Séoul, en 38 s 40, derrière l'Union soviétique (Viktor Bryzgin, Vladimir Krylov, Vladimir Muravyov, Vitaliy Savin (38 s 19) et le Royaume-Uni (Elliot Bunney, John Regis, Mike McFarlane, Linford Christie (38 s 28). Le relais français est alors composé de Bruno Marie-Rose, Daniel Sangouma, Gilles Quénéhervé et Max Morinière. Pourtant deux ans après, à la surprise générale, ce sont à nouveau les Français Max Morinière, Daniel Sangouma, Jean-Charles Trouabal et Bruno Marie-Rose qui deviennent les premiers Européens à améliorer un record du monde depuis 1932. Dans le Stade Poljud de Split, lors de 15es Championnats d'Europe, ils réussissent 37 s 79 le 1er septembre 1990. Les Britanniques (Darren Braithwaite, John Regis, Marcus Adam et Linford Christie) terminent deuxièmes en 37 s 98. Les Italiens, troisièmes, égalent presque leur record, en 38 s 39, grâce au finish de Stefano Tilli.
Ce record ne durera même pas un an. Le 3 août 1991, lors du meeting Herculis à Monaco, un meeting du Grand Prix, au stade Louis-II, le « Santa Monica Track Club » (SMTC), entièrement américain et composé de Mike Marsh, Leroy Burrell, Floyd Heard et toujours Carl Lewis, égale ce record en 37 s 79, battant l'Italie (39 s 06) et l'URSS (39 s 36). La France rate son relais et ne termine pas la course. Quatre jours après, à Zurich, lors du Weltklasse, les mêmes relayeurs américains, sauf Floyd Heard remplacé par Dennis Mitchell, portent cette fois le record du monde à 37 s 67, devant la France (même relais qu'à Split), 38 s 39, et la Grande-Bretagne, 38 s 64.

##### Moins de 37 s 50
Ce temps sera amélioré la même année 1991, aux Championnats du monde de Tokyo, à 37 s 50, avec cette fois-ci Andre Cason comme premier relayeur comme seul changement par rapport à Zurich. Déjà en demi-finale, le relais américain réalise un temps de 37 s 75, le meilleur temps jamais réalisé en dehors d'une finale. La France est encore deuxième en 37 s 87, en dessous de son précédent record du monde (et toujours avec la même équipe qu'à Split), la Grande-Bretagne en 38 s 09 (Tony Jarrett, John Regis, Darren Braithwaite et Linford Christie), le Nigeria, record d'Afrique en 38 s 43, l'Italie en 38 s 52 et la Jamaïque en 38 s 67.
Ce record du monde, pourtant exceptionnel, sera rapidement battu. Lors des Jeux olympiques de Barcelone, dans le stade Montjuic, le 8 août 1992, avec la même équipe où Mike Marsh a repris la place d'Andre Cason, Carl Lewis franchit la ligne d'arrivée en 37 s 40, après avoir couru son 100 m lancé en 8 s 85, devançant le Nigeria (37 s 98) et Cuba (38 s 00). Ce record est égalé par une autre équipe américaine lors des Championnats du monde de Stuttgart, stade Gottlieb-Daimler, le 21 août 1993, en demi-finale : Jon Drummond, Andre Cason, Dennis Mitchell et Leroy Burrell, sans Carl Lewis, ne renouvèlent pas cet exploit en finale (37 s 48 tout de même). Les Britanniques, en revanche, battent de 2/100 le record d'Europe des Français en 37 s 77 (Colin Jackson, Jarrett, Regis et Christie).
Lors des Championnats du monde à Göteborg en 1995, c'est le record d'Océanie qui est battu en demi-finale par les Australiens en 38 s 17 (Paul Henderson, Tim Jackson, Steve Brimacombe et Damien Marsh). Mais ce sont les Canadiens qui l'emportent en finale en 38 s 31 (Donovan Bailey, Robert Esmie, Glenroy Gilbert, Bruny Surin) devant l'Australie (38 s 50) et l'Italie (39 s 07).
Lors des Jeux olympiques à Atlanta, ce sont ces mêmes Canadiens, avec 37 s 69, le meilleur temps réalisé par une équipe autre que celle des États-Unis, qui l'emportent, dans un ordre à peine différent : Robert Esmie, Glenroy Gilbert, Bruny Surin et Donovan Bailey mettent fin à l'hégémonie américaine sans que ceux-ci soient disqualifiés. En effet, Jon Drummond, Tim Harden Mike Marsh et Dennis Mitchell sont assez nettement battus en 38 s 05, devant les Brésiliens, troisièmes, Arnaldo da Silva, Robson da Silva, Édson Ribeiro et André Domingos en 38 s 41.
Lors des Championnats du monde 1997 à Athènes, l'année suivante, c'est le record d'Afrique qui est battu en demi-finale par le Nigeria en 37 s 94 (Osmond Ezinwa, Olapade Adeniken, Francis Obikwelu et Davidson Ezinwa). Mais ce sont les Canadiens qui, dans la foulée de leur titre olympique, remportent la médaille d'or en 37 s 86 (Robert Esmie, Glenroy Gilbert, Bruny Surin, Donovan Bailey). Les Britanniques se classent troisièmes en 38 s 14.

##### Quinze années sans record
Pendant quinze longues années, le record du monde résiste, malgré les tentatives des différents relais américains engagés en compétition :
- 37 s 59 (4e meilleur temps mondial), réalisé à Séville lors de championnats du monde de 1999 (Jon Drummond, Tim Montgomery, Brian Lewis, Maurice Greene, 29 août 1999), avec des Britanniques (Jason Gardener, Darren Campbell, Marlon Devonish, Dwain Chambers) deuxièmes en 37 s 73, record d'Europe battu et toujours inscrit sur les tablettes ;
- 37 s 95 par l'équipe de « Hudson Smith International » (HSI), réalisé à Gateshead le 28 août 2000, puis 37 s 65 (6e meilleur temps mondial), réalisé lors de l'ISTAF de Berlin, le 1er septembre suivant (Jon Drummond, Bernard Williams, Curtis Johnson, Maurice Greene), avec une équipe inchangée ;
- 37 s 61 (5e meilleur temps mondial), réalisé à Sydney, lors des Jeux olympiques de la même année (Jon Drummond, Bernard Williams, Brian Lewis, Maurice Greene), le 30 septembre 2000 (et 37 s 82 en demi-finale). À cette occasion, le Brésil, second en 37 s 90 bat le record d'Amérique du Sud (avec Vicente Lenílson de Lima, Édson Ribeiro, André Domingos et Claudinei da Silva) ;
- 37 s 88, puis 37 s 93, par l'équipe américaine de HSI, respectivement à Austin le 7 avril et à Londres le 22 juillet 2001 ;
- 37 s 95, réalisé à Madrid le 20 septembre 2002 en Coupe du monde ;
- 37 s 77, réalisé à Berlin le 10 août 2003, en préparation des Championnats du monde à Paris Saint-Denis, où après un prometteur 37 s 99 en demi-finale, John Capel, Bernard Williams, Darvis Patton et Joshua J. Johnson ne descendent pas en dessous de 38 s en finale (38 s 06) ;
- 37 s 92, réalisé à Munich le 8 août 2004 par Shawn Crawford, Justin Gatlin, Coby Miller et Maurice Greene. La même équipe ne remporte pourtant que l'argent aux Jeux d'Athènes, quelques jours après, en 38 s 08, à 1/100 des vainqueurs britanniques, composés de Jason Gardener, Darren Campbell, Marlon Devonish et Mark Lewis-Francis.
- en 2005, autre année noire américaine consécutive, avec une victoire française aux Championnats du monde d'Helsinki, en 38 s 08 (WL), et une équipe composée de Ladji Doucouré, Ronald Pognon, Eddy De Lépine et Lueyi Dovy.
- 37 s 59 (5e meilleur temps mondial égalé), réalisé à Athènes lors de la Coupe du monde de 2006 (Kaaron Conwright, Wallace Spearmon, Tyson Gay, Jason Smoots), le 16 septembre 2006 ;
- 37 s 78 lors des Championnats du monde à Ōsaka en 2007, avec la dernière grande victoire américaine (Darvis Patton, Wallace Spearmon, Tyson Gay, LeRoy Dixon), seulement dix centièmes de seconde devant les Jamaïcains qui n'ont jamais été aussi proches (record d'Amérique centrale et des Caraïbes) avec Anderson, Usain Bolt, Nesta Carter et Asafa Powell et des Britanniques à 1/100 seulement (Christian Malcolm, Craig Pickering, Marlon Devonish et Mark Lewis-Francis). Le Brésil avec 37 s 99 descend une seconde fois sous la barre des 38 s. Le Japon, seulement 5e, bat le record d'Asie en 38 s 03 (Tsukahara, Suetsugu, Takahira et Asahara) ;
- 37 s 99, réalisé à Stockholm par l'équipe « Blue » des États-Unis (Terrence Trammell, Spearmon, Crawford et Mike Rodgers), puis 37 s 80, réalisé à Londres par l'équipe « Reds » (Rodney Martin, Travis Padgett, Crawford et Patton).

##### Les records jamaïcains: sous les 37 s

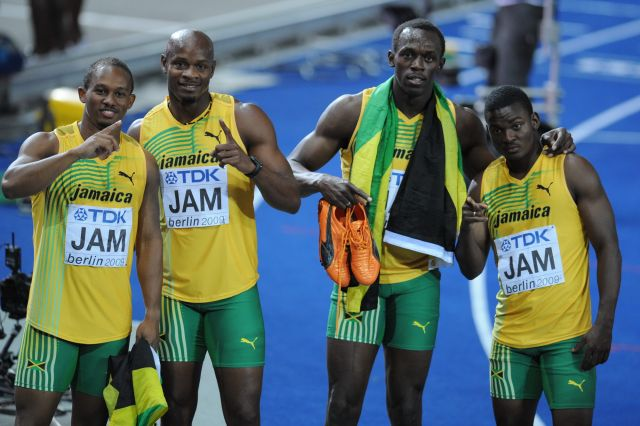
Le relais jamaïcain (Michael Frater, Asafa Powell, Usain Bolt et Steve Mullings) champion du monde à Berlin, en 2009.

Puis, après seize ans d'attente vaine pour un record du monde, aux Jeux olympiques de Pékin, la Jamaïque remporte l'or du relais et le record en 37 s 10 (de 3/10e), avec une équipe composée de Nesta Carter, de Michael Frater, d'Usain Bolt et d'Asafa Powell, sans même devoir composer avec la concurrence américaine, Darvis Patton ne pouvant récupérer le témoin des mains de Tyson Gay en demi-finale. Les deux derniers Jamaïcains courent respectivement en 8 s 94 et 8 s 73 et laissent très loin l'équipe de Trinité-et-Tobago (38 s 06) et celle du Japon (38 s 15). En raison de la disqualification ultérieure et tardive de Carter, en 2015, l'équipe trinidadienne récupère l'or olympique et ce record du monde est donc annulé. Cet exploit est néanmoins baissé le 22 août lors des Championnats du monde à Berlin, l'année suivante : l'équipe jamaïcaine, avec Steve Mullings, Michael Frater, Usain Bolt et Asafa Powell, court en 37 s 31, deuxième meilleur temps mondial, record des championnats du monde. Assez loin derrière, toujours Trinité-et-Tobago (Darrel Brown, Marc Burns, Emmanuel Callander, Richard Thompson) réalise néanmoins 37 s 62, le dixième meilleur temps au monde. Le Royaume-Uni (Simeon Williamson, Tyrone Edgar, Marlon Devonish, Harry Aikines-Aryeetey) bat son meilleur temps de l'année pour accrocher le bronze, en 38 s 02.
L'équipe jamaïcaine, sans Powell, confirme quelques jours après cette domination au Weltklasse de Zurich : 37 s 70, tout juste, devant une équipe américaine, privée de Tyson Gay.
Le 19 août 2010, lors du Weltklasse Zurich suivant, dans une compétition de haut niveau, les États-Unis (Kimmons, Spearmon, Gay, M. Rodgers) reprennent leur leadership en réalisant le meilleur temps de l'année en 37 s 45, 5e meilleur temps de tous les temps, devant la Jamaïque (Forsythe, Frater, Mullings, Blake), en 37 s 76, certes privée de Bolt et de Powell.
Le 4 septembre 2011, la Jamaïque, toujours menée par Usain Bolt (Nesta Carter, Michael Frater, Yohan Blake, Usain Bolt) pour la première fois en place de dernier relayeur, établit un nouveau record mondial a Daegu en Corée du Sud lors des Championnats du monde en 37 s 04. C'est le seul record du monde de ces championnats. Les trois meilleurs temps de l'histoire sont désormais jamaïcains, très proches de la limite symbolique des 37 secondes. Avec 1 s 16 d'écart sur le deuxième relais arrivé, les Jamaïcains pulvérisent la précédente performance qui datait de 1983 à Helsinki (0 s 51). La différence entre le gagnant et le troisième est également la plus importante de l'histoire des Championnats du monde, avec 1 s 45 (auparavant c'était seulement de 0 s 81, toujours en 1983). En battant en demi-finale leur récent record national et en s'approchant de ce temps en finale, la surprenante équipe du relais de Saint-Christophe-et-Niévès s'empare du bronze et de sa toute première médaille sur relais, avec un Kim Collins deux fois médaillé à 36 ans. Les États-Unis continuent leur étrange série alternée qui consiste soit à remporter l'or du relais soit de rester sans médaille, en ne finissant pas la course à la suite d'une chute qui met également hors course le Royaume-Uni et porte un grave préjudice à Trinité-et-Tobago, deux des favoris du podium. La France, quant à elle, en profite pour terminer 2e en 38 s 20, à plus de 4/10e du record de France de 37 s 79, qui date désormais de 21 ans, et avec donc la plus grande distance entre première équipe et deuxième de l'histoire des championnats du monde.
Pour la première compétition de la saison 2012, le Racers Track Club, composé d'une équipe jamaïcaine (Mario Forsythe, Yohan Blake, Kimmari Roach et Usain Bolt) réalise au National Stadium de Kingston, sous la pluie, un temps de 37 s 83 le 14 avril 2012.
En finale des Jeux olympiques de Londres en 2012, l'équipe de la Jamaïque pulvérise le record du monde en 36 s 84. Le relais jamaïcain était composé de Nesta Carter, Michael Frater, Yohan Blake et Usain Bolt.

#### Fin de la domination jamaïcaine, une autre ère débute?
Le début de la saison 2017 est marqué par une finale des Relais mondiaux à Nassau aux contenus modestes, bien qu'elle soit qualificative pour les championnats du monde à Londres. Seules cinq équipes terminent la finale A, ce qui permet aussi aux trois premières équipes de la finale B de se qualifier. Les États-Unis remportent la course en 38 s 43 (après 38 s 22 en séries), devant deux équipes à plus de 39 s, la Barbade et la Chine, tandis que le Canada et la Grande-Bretagne ne terminent pas leur finale (malgré leurs 38 s 21 et 38 s 32 en séries) et que la Jamaïque fait de même en séries. En avril, le Canada avec Andre De Grasse en dernier relayeur, avait obtenu mieux, 38 s 15, la meilleure performance de l'année, en Floride. Puis en juin, la Grande-Bretagne remporte, avec un prometteur 38 s 08, les championnats d'Europe par équipes à Villeneuve-d'Ascq, tandis que la Chine bat en juillet ses principaux adversaires, dont les Américains, les Canadiens, les Français et les Italiens, lors du meeting Herculis 2017 en 38 s 19.
Lors de la finale des Championnats du monde 2017, qui devait être la dernière course (et donc la consécration) d'Usain Bolt, ce dernier se blesse après avoir pris le témoin et ne termine pas sa course. C'est donc l'équipe de Grande-Bretagne qui succède, après bien des déconvenues, aux six titres majeurs consécutifs du Jamaïcain, en battant le record d'Europe de 26/100e (record qui datait de Séville 1999) et en devançant les États-Unis de 5/100e et le Japon qui termine 3e en 38 s 04 et confirme sa médaille d'argent olympique. Les Britanniques renouent avec une victoire majeure qui datait des Jeux olympiques de 2004, toujours sur les États-Unis.

### Mixtes
En novembre 2024, la fédération internationale décide d'inclure une épreuve de relais 4 × 100 mixte pour la première édition en 2026 du World Athletics Ultimate Championship. Finalement, le relais 4x100 mixte fait son apparition lors du championnat du monde de relais à Guangzhou en Chine du 10-11 mai 2025 ; l'équipe du Canada remporte cette finale (McCreath, Leclair, Asemota, Adjibi).
Les premiers records du monde seront reconnus à compter du 1er janvier 2026. La performance doit être meilleure que la meilleure performance mondiale de la saison 2025. Le relais 4 × 100 mètres fera son entrée aux Jeux olympiques de Los Angeles en 2028.

## Prise de marques
La prise de marque s'effectue avant la course au sol par une simple mesure en nombre de pieds, en retrait de la position d'attente du relayeur. Pendant la course, le relayeur en attente (donc successivement le 2e, 3e et 4e coureur) surveille l'avancée du coureur précédent et déclenche son départ au passage sur la marque.
Avant la course, donc déjà à l'entraînement, les coureurs s'entendent sur le placement de cette marque de déclenchement, sur la main gauche ou droite qui reçoit le témoin, sur la prise en main (à l'américaine ou à la française), sur le placement dans le couloir (dans la moitié côté intérieur ou côté extérieur).

## Vitesse et stratégie
- C'est la vitesse du témoin qui détermine le temps final. Le passage du témoin doit donc se faire à  la plus grande vitesse possible. Le relayeur doit produire son accélération dans les 30 mètres de la zone de transmission. À haut niveau, les sprinteurs n'ont pas le temps d'atteindre leur vitesse maximale en 30 mètres, il est donc important de transmettre le témoin le plus tard possible afin d'avoir la vitesse de transmission la plus élevée possible. Théoriquement la transmission peut s'effectuer au bout de 30m (la vitesse serait maximale sur l'intervalle) mais pratiquement c'est plutôt 26-27 mètres, afin de garder une marge de sécurité pour éviter une transmission hors zone synonyme de disqualification.
- La stratégie de la meilleure course possible tient compte d'un compromis entre vitesse et sécurité, en effet si le témoin tombe la performance sera nettement moins bonne puisqu'il faut le ramasser ou s'il est passé hors de la zone de passage, c'est l'élimination. L'autre élément de stratégie est le placement des coureurs pour qu'ils effectuent la distance optimale, le virage ou la ligne droite, et le choix des binômes. 400 m n'est pas toujours idéalement 100 + 100 + 100 + 100, certains coureurs tiennent leur vitesse maximale 80 mètres, d'autres 110.
- Il faut noter que les relayeurs ne courent pas tous la même distance : le premier parcourt 110 m max, les 2ème et 3ème 130 m max et le dernier 120 m max. Autre point important, c'est le premier relayeur qui porte le témoin le plus longtemps tandis que le dernier relayeur le porte le moins longtemps. Ces faits déterminent la stratégie de l'ordre de passage des membres d'un relais en fonctions de leurs qualités propres.

## Catégories
Les épreuves se déroulent par équipes représentant un club et par catégorie d'âge. Aux Jeux olympiques et lors des différents championnats du monde, continentaux et coupes officielles, ce sont uniquement des équipes nationales qui sont engagées. Si une équipe est composée d'athlètes de différentes nationalités, les records obtenus ne sont pas reconnus par l'IAAF. Lors de la Coupe du monde des nations d'athlétisme, les équipes présentées pour les fédérations continentales (Afrique, Europe, Océanie, etc.) sont généralement composées, notamment pour cette raison, d'une équipe nationale du continent.

## Performances

### Records du monde
|        | Performance | Pays       | Athlètes                                                   | Date         | Lieu    |
| ------ | ----------- | ---------- | ---------------------------------------------------------- | ------------ | ------- |
| Hommes | 36 s 84     | Jamaïque   | Michael Frater Nesta Carter Yohan Blake Usain Bolt         | 11 août 2012 | Londres |
| Femmes | 40 s 82     | États-Unis | Tianna Madison Allyson Felix Bianca Knight Carmelita Jeter | 10 août 2012 | Londres |

### Records continentaux
| Continent                                                 | Hommes (au 14 juillet 2024) | Hommes (au 14 juillet 2024) | Femmes (au 14 juillet 2024) | Femmes (au 14 juillet 2024) |
| Continent                                                 | Temps                       | Pays                        | Temps                       | Pays                        |
| --------------------------------------------------------- | --------------------------- | --------------------------- | --------------------------- | --------------------------- |
| Afrique (records)                                         | 37 s 65                     | Afrique du Sud              | 41 s 90                     | Côte d'Ivoire               |
| Asie (records)                                            | 37 s 43                     | Japon                       | 42 s 23                     | Chine                       |
| Europe (records)                                          | 37 s 36                     | Royaume-Uni                 | 41 s 37                     | Allemagne de l'Est          |
| Amérique du Nord, Amérique centrale et Caraïbes (records) | 36 s 84 (WR)                | Jamaïque                    | 40 s 82 (WR)                | États-Unis                  |
| Océanie (records)                                         | 38 s 17                     | Australie                   | 42 s 83                     | Australie                   |
| Amérique du Sud (records)                                 | 37 s 72                     | Brésil                      | 42 s 29                     | Brésil                      |

### Records en compétition
| Compétition           | Hommes       | Hommes   | Femmes       | Femmes     |
| Compétition           | Temps        | Nation   | Temps        | Nation     |
| --------------------- | ------------ | -------- | ------------ | ---------- |
| Jeux olympiques       | 36 s 84 (WR) | Jamaïque | 40 s 82 (WR) | États-Unis |
| Championnats du monde | 37 s 04      | Jamaïque | 41 s 07      | Jamaïque   |

### Meilleures performances

#### Dix meilleures performances de tous les temps
| Temps | Temps   | Pays            | Athlètes                                                          | Lieu     | Date             |
| ----- | ------- | --------------- | ----------------------------------------------------------------- | -------- | ---------------- |
| 1     | 36 s 84 | Jamaïque        | Nesta Carter Michael Frater Yohan Blake Usain Bolt                | Londres  | 11 août 2012     |
| 2     | 37 s 04 | Jamaïque        | Nesta Carter Michael Frater Yohan Blake Usain Bolt                | Daegu    | 4 septembre 2011 |
| 3     | 37 s 10 | États-Unis      | Christian Coleman Justin Gatlin Mike Rodgers Noah Lyles           | Doha     | 5 octobre 2019   |
| 4     | 37 s 27 | Jamaïque        | Asafa Powell Yohan Blake Nickel Ashmeade Usain Bolt               | Rio      | 19 août 2016     |
| 5     | 37 s 31 | Jamaïque        | Steve Mullings Michael Frater Usain Bolt Asafa Powell             | Berlin   | 23 août 2009     |
| 6     | 37 s 36 | Jamaïque        | Nesta Carter Kemar Bailey-Cole Nickel Ashmeade Usain Bolt         | Moscou   | 18 août 2013     |
| 6     | 37 s 36 | Jamaïque        | Nesta Carter Asafa Powell Nickel Ashmeade Usain Bolt              | Pékin    | 29 août 2015     |
| 6     | 37 s 36 | Grande-Bretagne | Adam Gemili Zharnel Hughes Richard Kilty Nethaneel Mitchell-Blake | Doha     | 5 octobre 2019   |
| 9     | 37 s 38 | États-Unis      | Mike Rodgers Justin Gatlin Tyson Gay Ryan Bailey                  | Nassau   | 2 mai 2015       |
| 9     | 37 s 38 | États-Unis      | Christian Coleman Fred Kerley Brandon Carnes Noah Lyles           | Budapest | 26 août 2023     |

| Temps | Temps   | Pays       | Athlète                                                                             | Lieu     | Date            |
| ----- | ------- | ---------- | ----------------------------------------------------------------------------------- | -------- | --------------- |
| 1     | 40 s 82 | États-Unis | Tianna Bartoletta Allyson Felix Bianca Knight Carmelita Jeter                       | Londres  | 10 août 2012    |
| 2     | 41 s 01 | États-Unis | Tianna Bartoletta Allyson Felix English Gardner Tori Bowie                          | Rio      | 19 août 2016    |
| 3     | 41 s 02 | Jamaïque   | Briana Williams Elaine Thompson-Herah Shelly-Ann Fraser-Pryce Shericka Jackson      | Tokyo    | 6 août 2021     |
| 4     | 41 s 03 | États-Unis | Tamari Davis Twanisha Terry Gabrielle Thomas Sha'Carri Richardson                   | Budapest | 26 août 2023    |
| 5     | 41 s 07 | Jamaïque   | Veronica Campbell-Brown Natasha Morrison Elaine Thompson Shelly-Ann Fraser-Pryce    | Pékin    | 29 août 2015    |
| 6     | 41 s 14 | États-Unis | Melissa Jefferson Abby Steiner Jenna Prandini Twanisha Terry                        | Eugene   | 23 juillet 2022 |
| 7     | 41 s 18 | Jamaïque   | Kemba Nelson Elaine Thompson-Herah Shelly-Ann Fraser-Pryce Shericka Jackson         | Eugene   | 23 juillet 2022 |
| 8     | 41 s 21 | Jamaïque   | Natasha Morrison Shelly-Ann Fraser-Pryce Shashalee Forbes Shericka Jackson          | Budapest | 26 août 2023    |
| 9     | 41 s 29 | Jamaïque   | Carrie Russell Kerron Stewart Schillonie Calvert Shelly-Ann Fraser-Pryce            | Moscou   | 18 août 2013    |
| 10    | 41 s 36 | Jamaïque   | Christiana Williams Elaine Thompson Veronica Campbell-Brown Shelly-Ann Fraser-Pryce | Rio      | 19 août 2016    |

#### Pays les plus rapides
| Temps | Temps   | Pays              | Lieu    | Date               |
| ----- | ------- | ----------------- | ------- | ------------------ |
| 1     | 36 s 84 | Jamaïque          | Londres | 11 août 2012       |
| 2     | 37 s 10 | États-Unis        | Doha    | 5 octobre 2019     |
| 3     | 37 s 36 | Royaume-Uni       | Doha    | 5 octobre 2019     |
| 4     | 37 s 43 | Japon             | Doha    | 5 octobre 2019     |
| 5     | 37 s 48 | Canada            | Eugene  | 23 juillet 2022    |
| 6     | 37 s 50 | Italie            | Tokyo   | 6 août 2021        |
| 7     | 37 s 62 | Trinité-et-Tobago | Berlin  | 22 août 2009       |
| 8     | 37 s 65 | Afrique du Sud    | Doha    | 4 octobre 2019     |
| 9     | 37 s 72 | Brésil            | Doha    | 5 octobre 2019     |
| 10    | 37 s 79 | France            | Split   | 1er septembre 1990 |
| 10    | 37 s 79 | Chine             | Doha    | 5 octobre 2019     |

| Temps | Temps   | Pays               | Lieu      | Date              |
| ----- | ------- | ------------------ | --------- | ----------------- |
| 1     | 40 s 82 | États-Unis         | Londres   | 10 août 2012      |
| 2     | 41 s 02 | Jamaïque           | Tokyo     | 6 août 2021       |
| 3     | 41 s 37 | Allemagne de l'Est | Canberra  | 6 octobre 1985    |
| 4     | 41 s 49 | Russie             | Stuttgart | 22 septembre 1993 |
| 5     | 41 s 55 | Royaume-Uni        | Tokyo     | 5 août 2021       |
| 6     | 41 s 62 | Allemagne          | Mannheim  | 29 juillet 2016   |
| 7     | 41 s 78 | France             | Paris     | 30 août 2003      |
| 8     | 41 s 90 | Côte d'Ivoire      | Budapest  | 25 août 2023      |
| 9     | 41 s 92 | Bahamas            | Séville   | 29 août 1999      |
| 10    | 42 s 00 | Union soviétique   | Moscou    | 17 août 1985      |

## Palmarès olympique et mondial
| Compétition   | Hommes            | Femmes               |
| ------------- | ----------------- | -------------------- |
| Jeux 1912     | Royaume-Uni       |                      |
| Jeux 1920     | États-Unis        |                      |
| Jeux 1924     | États-Unis        |                      |
| Jeux 1928     | États-Unis        | Canada               |
| Jeux 1932     | États-Unis        | États-Unis           |
| Jeux 1936     | États-Unis        | États-Unis           |
| Jeux 1948     | États-Unis        | Pays-Bas             |
| Jeux 1952     | États-Unis        | États-Unis           |
| Jeux 1956     | États-Unis        | Australie            |
| Jeux 1960     | Allemagne         | États-Unis           |
| Jeux 1964     | États-Unis        | Pologne              |
| Jeux 1968     | États-Unis        | États-Unis           |
| Jeux 1972     | États-Unis        | Allemagne de l'Ouest |
| Jeux 1976     | États-Unis        | Allemagne de l'Est   |
| Jeux 1980     | Union soviétique  | Allemagne de l'Est   |
| Mondiaux 1983 | États-Unis        | Allemagne de l'Est   |
| Jeux 1984     | États-Unis        | États-Unis           |
| Mondiaux 1987 | États-Unis        | États-Unis           |
| Jeux 1988     | Union soviétique  | États-Unis           |
| Mondiaux 1991 | États-Unis        | Jamaïque             |
| Jeux 1992     | États-Unis        | États-Unis           |
| Mondiaux 1993 | États-Unis        | Russie               |
| Mondiaux 1995 | Canada            | États-Unis           |
| Jeux 1996     | Canada            | États-Unis           |
| Mondiaux 1997 | Canada            | États-Unis           |
| Mondiaux 1999 | États-Unis        | Bahamas              |
| Jeux 2000     | États-Unis        | Bahamas              |
| Mondiaux 2001 | Afrique du Sud    | Allemagne            |
| Mondiaux 2003 | États-Unis        | France               |
| Jeux 2004     | Royaume-Uni       | Jamaïque             |
| Mondiaux 2005 | France            | États-Unis           |
| Mondiaux 2007 | États-Unis        | États-Unis           |
| Jeux 2008     | Trinité-et-Tobago | Belgique             |
| Mondiaux 2009 | Jamaïque          | Jamaïque             |
| Mondiaux 2011 | Jamaïque          | États-Unis           |
| Jeux 2012     | Jamaïque          | États-Unis           |
| Mondiaux 2013 | Jamaïque          | Jamaïque             |
| Mondiaux 2015 | Jamaïque          | Jamaïque             |
| Jeux 2016     | Jamaïque          | États-Unis           |
| Mondiaux 2017 | Royaume-Uni       | États-Unis           |
| Mondiaux 2019 | États-Unis        | Jamaïque             |
| Jeux 2020     | Italie            | Jamaïque             |
| Mondiaux 2022 | Canada            | États-Unis           |
| Mondiaux 2023 | États-Unis        | États-Unis           |